# Хансинканский модернизм
Хансинканский модернизм (яп. 阪神間モダニズム, от яп. 阪神間 — "между Осакой и Кобе"; «англ. modern» — современный, новый) — термин, который обозначает новейшие стили в искусстве, культуре и повседневной жизни, сформировавшиеся в местности Хансинкан в Западной Японии в период с 1900-х до 1930-х годов; также он используется по отношению к общей ситуации того периода в Осаке, Кобе и находящимися между ними небольшими городами.

## Хронология Хансинканского модернизма

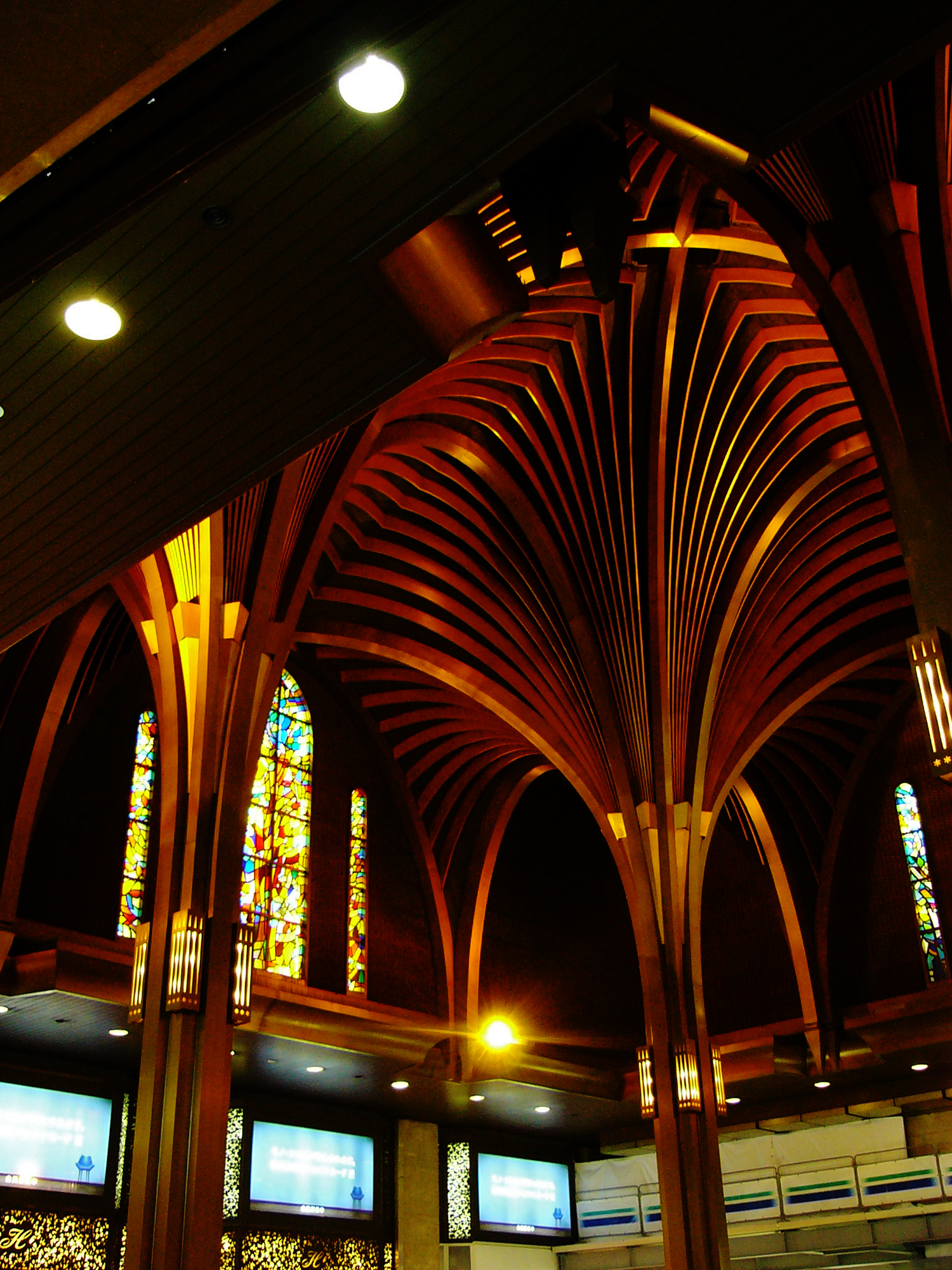
«Купол барокко», вестибюль бывшей станции Умэда на линиях Ханкю (не сохранился)

Хансинканский модернизм может считаться культурной тенденцией, которая формировала стиль жизни людей в местности Хансинкан и оказывала влияние на развитие всего региона.
В период Мэйдзи (1868-1912)  район деревни Сумиёси был застроен великолепными особняками богатых коммерсантов, и количество проживавших там состоятельных людей было самым большим в Японии.  В конце девятнадцатого века Осака была самым большим торговым городом в Японии, превосходя даже Токио. В то же время город Кобе расширялся и становился самым большим портовым городом на Востоке.
В период Тайсё, помимо бизнесменов, этот район стал местом жительства зарождавшегося в то время класса работников умственного труда – служащих с университетским образованием, то есть пролетарского среднего класса, а многие деятели культуры и искусства переехали в этот район из-за благоустроенной культурной и экономической среды. Таким образом, здесь формировался стиль жизни, в котором присутствовало влияние западной культуры.
Городское и культурное развитие района между этими двумя городами  неотделимо связано с привлечением капитала частных железнодорожных компаний в этот район. Владельцы железнодорожных линий призывали жить в пригороде, на лоне природы, в просторных домах, обещая обеспечить удобную, развитую инфраструктуру общественного транспорта. В результате представители среднего сословия охотнее приобретали собственную жилую недвижимость в Хансинкане. Здесь стали строить новые школы, развлекательные учреждения, музеи. Постепенно менялся демографический состав населения.

## Основное население региона Хансинкан
В районе Хансинкан появилось множество художников и других деятелей искусств, в основном из числа состоятельных жителей Осаки и Кобе, которые переехали в этот район. Также в Хансикан  переехали некоторые токийские деятели искусств и культуры, спасавшиеся от Великого землетрясения Канто в 1923 году, и культурная жизнь процветала.

## Известные жители

### Деятели культуры
- Цудзии Хисако (скрипачка)
- Катаока Нидзаэмон(двенадцатое поколение) (актёр Кабуки)
- Сидара Садао (архитектор)
- Ногути Магоити (архитектор)
- Танидзаки Дзюнъитиро (писатель),
- Асахина Такаси (дирижер),
- Томита Сайка (поэт)
- Такэнака Ику (поэт)
- Накаяма Ивата (фотограф)
- Коисо Рёхэй (художник)
- Бандо Цумасабуро (актёр, эстрадный исполнитель)
- Клод Тиари (художник)
- Кацура Бейтё (третье поколение) (рассказчик Ракуго)

### Другие
- Ёдогава Нагахару (кинокритик)
- Сасабэ Синтаро (исследователь)
- Иноуэ Ясуси (писатель)
- Тэдзука Осаму (мангака)
- Кагава Тоёхико (социалист, пастор)